# Innenstadt (Braunschweig)
| Stadtbezirk Innenstadt Stadt Braunschweig                     | Stadtbezirk Innenstadt Stadt Braunschweig    |
| ------------------------------------------------------------- | -------------------------------------------- |
| Lage des Stadtbezirks Innenstadt (dunkelgrau) in Braunschweig |                                              |
| Bezirksbürgermeisterin:                                       | Heike Zander (SPD)                           |
| Stadtbezirk:                                                  | Nr. 131                                      |
| Einwohner:                                                    | 14.401 (31. Dez. 2016)                       |
| Fläche:                                                       | 2,374 km² 1,2% der Stadtfläche Braunschweigs |
| Bevölkerungsdichte:                                           | 5.538 Einwohner je km²                       |
| Postleitzahlen:                                               | 38100                                        |
| Der Kohlmarktbrunnen                                          |                                              |

Braunschweig-Innenstadt ist einer von 19 Stadtbezirken Braunschweigs.
Er hat die amtliche Nummer 131, bis November 2006 die Nr. 221. Der Bezirk hat rund 14.400 Einwohner bei einer Fläche von 237,4 ha und somit einen Anteil von 1,2 % an der Gesamtfläche Braunschweigs.

## Geschichte
Der Stadtbezirk wird durch die Okerumflut begrenzt und liegt damit auf der historischen Stadtfläche Braunschweigs, der Altstadt (Historischer Stadtkern). Bis zur Erweiterung der Stadt nach Schleifung der Wallanlagen und Besiedlung außerhalb des Umflutgrabens während der Industrialisierung ist die Geschichte mit der der Stadt identisch.

## Politik

### Stadtbezirksrat
Der Stadtbezirksrat der Innenstadt setzt sich wie folgt zusammen:
| Jahr | CDU | SPD | Grüne | FDP | Die Linke | BIBS | Piraten | Die Partei | Gesamt   | Stand                              |
| ---- | --- | --- | ----- | --- | --------- | ---- | ------- | ---------- | -------- | ---------------------------------- |
| 2016 | 4   | 4   | 2     | 1   | 1         | 1    | 1       | 1          | 15 Sitze | Kommunalwahl am 11. September 2016 |
| 2011 | 5   | 4   | 4     | -   | 1         | –    | –       | –          | 14 Sitze | Kommunalwahl am 11. September 2011 |
| 2006 | 6   | 4   | 3     | 1   | 1         | –    | –       | –          | 15 Sitze | Kommunalwahl am 10. September 2006 |

### Bezirksbürgermeister
- Seit 2016: Heike Zander (SPD)
- 2006–2016: Ines Werner (SPD)
- Bis 2006: Axel Fricke (CDU)

### Statistische Bezirke
Der Stadtbezirk setzt sich aus folgenden statistischen Bezirken zusammen:
- Stadtkern (Nr. 01) mit der Altstadt und dem Burgbezirk Sack
- Hagen (Nr. 02)
- Altewiek (Nr. 03)
- Hohetor (Nr. 04)
- Neustadt (Nr. 05)

### Wappen
Der Braunschweiger Stadtbezirk Innenstadt führt das Braunschweiger Wappen.

## Sehenswürdigkeiten
Die Traditionsinseln sind fünf kleine (rekonstruierte) Bereiche in der Braunschweiger Altstadt, die den Zweiten Weltkrieg teilweise überstanden haben oder nach 1945 nach historischem Vorbild größtenteils wiederaufgebaut und wiederhergestellt wurden. Zu den Traditionsinseln gehören die Traditionsinsel Magniviertel, die Traditionsinsel Burgplatz, die Traditionsinsel Michaelis, die Traditionsinsel Altstadtmarkt und die Traditionsinsel Aegidien.
Bauwerke
In der Innenstadt befinden sich die bedeutenden historischen Kirchen der Stadt Braunschweig, wie der Braunschweiger Dom.
Straßen und Plätze
Eine wichtige Verkehrsachse bildet der Cityring. Dieser umfasst unter anderem Straßen wie den Bohlweg, die Güldenstraße, die Lange Straße und die Konrad-Adenauer-Straße/Kalenwall.

## Einwohnerentwicklung
Um 1400

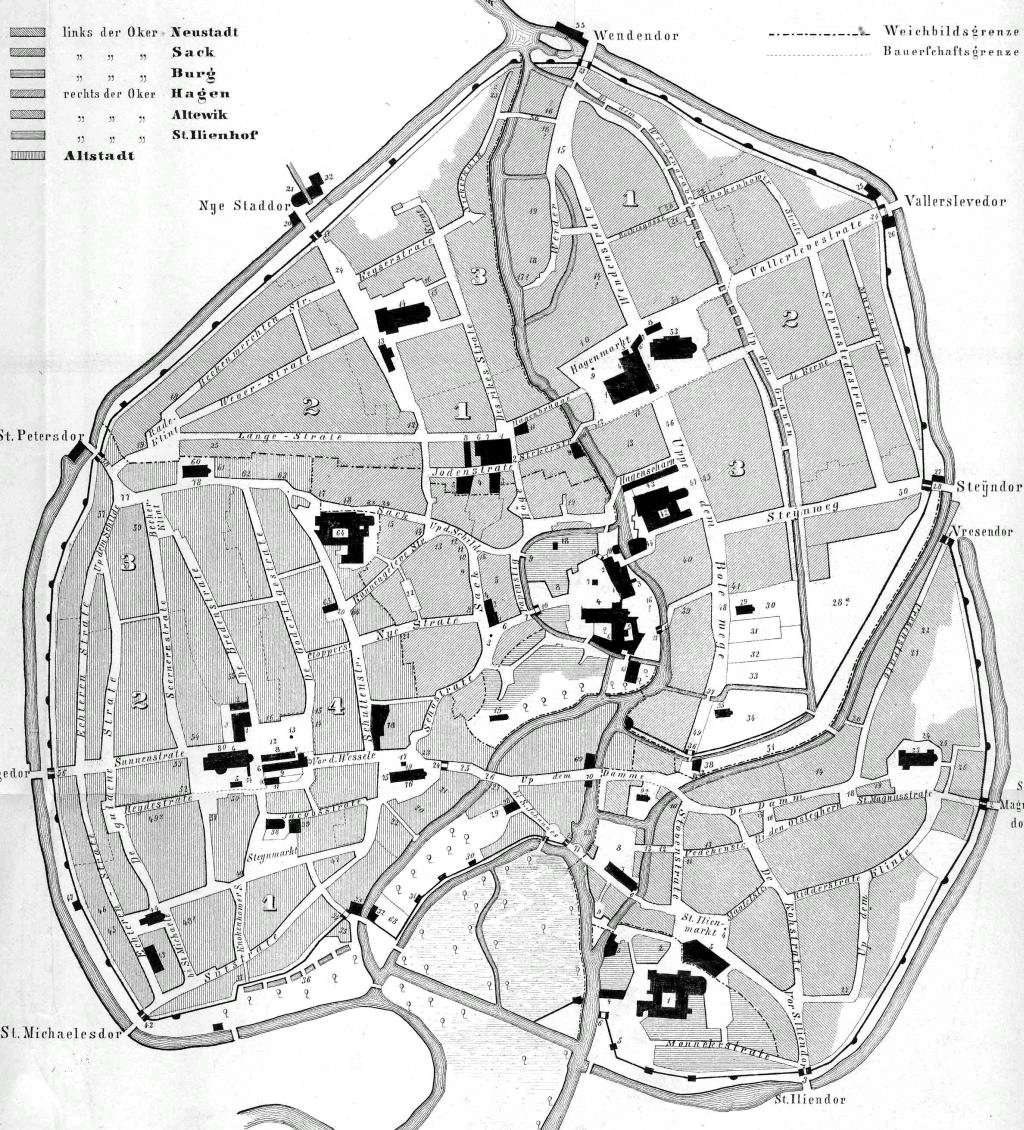
Plan der gesamten umfriedeten Stadt um 1400 – mit den sieben Bezirken innerhalb der Okerumflut

Die Stadtfläche betrug um 1400 etwa 114 Hektar und wurde von etwa 17.500 Einwohnern bevölkert.
Seit 1974
Seit den Eingemeindungen vom März 1974 umfasst das Gebiet innerhalb der Okerumflut rund 1,2 Prozent der Stadtfläche Braunschweigs, ein 237,5 ha großes Areal. Es beinhaltet die Flächen aller fünf historischen Weichbilde Braunschweigs, des Altewiek, der Altstadt, des Hagen, der Neustadt und des Sack – sowie der beiden ehemaligen Bezirke der Burg und des Klosters St. Aegidien. Zum Größenvergleich: Während der im Weichbild Hagen prägnante Hagenmarkt rund 4 metrische Morgen bzw. 3 Einheiten des historischen Flächenmaßes eines Braunschweiger Waldmorgens, also etwa 1 ha, groß ist, umfasst das Gebiet innerhalb der Okerumflut 950 metrische Morgen bzw. 712 Waldmorgen. Es entspricht heutzutage dem Ende 1981 gebildeten Stadtbezirk Innenstadt.
Zwischen den Okerumflutgräben wohnten Ende 2008 knapp 13.000 Menschen – rund 5,4 Prozent der gesamten Wohnbevölkerung. Das entspricht ungefähr dem gesamten Bevölkerungsstand Braunschweigs um das Jahr 1400 herum.

## Weitere Bedeutungen
Der Begriff Innenstadt ist mehrdeutig und hat mehrere Definitionen. So steht er für den Stadtbezirk, die Braunschweiger Altstadt oder den Bereich innerhalb der Braunschweiger Umflutgräben (mit dem Stadtbezirk identisch), ferner wird der Bereich innerhalb des Wilhelminischen Ringes zu Braunschweigs Innenstadt gezählt.